# بالشها
بالشها یک سریال نمایش خانگی در ژانر طنز فانتزی موزیکال است که در پاییز و زمستان ۱۳۹۶ ساخته شده است. این مجموعه اولین بازی داریوش فرضیایی در نقش دیگر را نشان می دهد. بیشتر بازیگران این سریال از محله گل و بلبل آمده‌اند. این مجموعه در نوروز ۹۸ در شبکه ۲ سیما پخش شد.

## درباره
سریال بالشها ترکیبی از حضور انسان‌ها و عروسک‌ها است. بازیگران آن شخصیت‌های آشنایی مثل داریوش فرضیایی، ارژنگ امیرفضلی، امیر نوری، رامبد شکرابی، حدیث فولادوند، امیر محمد متقیان و ملیکا شریفی نیا هستند که در کنار بالشهای عروسکی داستان این مجموعه را به پیش می‌برند. طراح و نویسنده مجموعه بالش‌های محمد درویشعلی‌پور است که نویسندگی مجموعه محله گل و بلبل را هم قبلاً انجام داده بود.

## عروسک‌ها
| تن‌پوش           | عروسک       |  |
| --------------- | ----------- |  |
| اسماعیل یوسف‌پور | پرقو        |  |
| پیمان مرادی     | گنده باقالی |  |
| ابراهیم رحمتی   | هپروت       |  |
| فهیمه استاد     | گل گلی      |  |
| مصطفی گل‌محمدی   | جان جان     |  |
| محمد دولت‌آبادی  | هان هان     |  |
| سحر صبور        | چهل تیکه    |  |
| اعظم پوراروج    | خرناس       |  |
| یاسر صمیم       | خمیازه      |  |
| حمید دربانی     | گردن کوتاهه |  |
| ضحا مقیمی       | خان پشته    |  |
| کیمیا ملکی      | پرّری        |  |
| هدیه فتحی       | گردن بلنده  |  |

## عروسک‌گردانان
| عروسک‌گردان      | عروسک    |
| --------------- | -------- |
| محمد اعلمی      | گردن گیر |
| فروزان بهرام‌پور | جقله     |

## صداپیشگان
| صداپیشه        | نقش                    |
| -------------- | ---------------------- |
| مهرداد مصلحی   | خان پشته ، جان جان     |
| مینا گلپایگانی | گل گلی ، جقله          |
| سامان فرشیدنیا | گردن گیر ، گردن بلنده  |
| علیرضا وارسته  | چهل تیکه ، گنده باقالی |
| سامان مظلومی   | هپروت ، گردن کوتاهه    |
| عسل غروی       | پرری ، خمیازه          |
| ریحانه حسینی   | پرقو                   |
| آرش خداکرمی    | خرناس ، هان هان        |

## بازیگران
| بازیگر              | نقش          | توضیح                                    |
| ------------------- | ------------ | ---------------------------------------- |
| داریوش فرضیایی      | پندار پنبه‌زن | بالش دوز و لحاف دوز نقش اصلی             |
| ارژنگ امیرفضلی      | کابوس        | پدر آوار و گدا                           |
| امیر نوری           | آوار         | پسر کابوس و عاشق صنم                     |
| رامبد شکرآبی        | نادر         | شوهر هنگامه و پدر مهتاب و شوهر خواهر صنم |
| حدیث فولادوند       | هنگامه       | زن نادر و مادر مهتاب و خواهر صنم         |
| ملیکا شریفی‌ نیا     | صنم          | خواهر هنگامه و خاله مهتاب و پارچه فروش   |
| امیرمحمد متقیان     | سامان (هیبت) | دوست پندار و گوسفند فروش                 |
| ترنم کرمانیان       | مهتاب        | دختر نادر و هنگامه                       |
| دینا غلامی          | سمانه        | کودک کار                                 |
| محمدرضا درویشعلی‌پور | کودک کار     | کودک کار                                 |